# نجلاء علام
نجلاء جلال السيد علام كاتبة وباحثة مصرية، رئيسة تحرير «مجلة قطر الندى» منذ 2018، وهي عضوة في «النقابة العامة لاتحاد كتاب مصر»، و«الاتحاد العام للأدباء والكتاب العرب»، و«أتيليه القاهرة»، شغلت عدة مناصب منها المديرة العامة لثقافة الطفل في «وزارة الثقافة»، ومقررة لجنة ثقافة الطفل في «المجلس الأعلى للثقافة»، وهي مشرفة على نواد أدب الطفل في «الهيئة العامة لقصور الثقافة».
لها العديد من الروايات والكتب والمجموعات القصصية منها «سيرة القلب»، و«الأمنيات المضيئة»، و«قطر الندى»، و«أمير الحواديت»، و«روح تحوم آتية»، و«نصف عين»، و«أفيال صغيرة لم تمت بعد!».

## التعليم
حصلت على دبلوم في التخطيط الاستراتيجي عام 2013 من «معهد التخطيط القومي» في مصر، ودبلوم في الدراسات المسرحية عام 1994 من «جامعة عين شمس» في مصر، وبكالوريوس في التجارة عام 1991 من الجامعة ذاتها.

## مؤلفات
- «أفيال صغيرة لم تمت بعد!»، مجموعة قصصية، الهيئة المصرية العامة للكتاب عام 1996م.[3]
- «نصف عين» رواية، الهيئة المصرية العامة للكتاب عام 2000م.[4]
- «رُوحٌ  تُحَوّمُ آتيةً» مجموعة قصصية، الهيئة المصرية العامة للكتاب عام 2004م.[5]
- «تطور مجلات الأطفال في مصر والعالم العربي» الهيئة المصرية العامة للكتاب عام 2006.[6]
- «أمير الحواديت»، قصص للأطفال، الهيئة العامة لقصور الثقافة، 2007.
- «لمسة الأم» رواية للأطفال، مكتبة الدار العربية للكتاب، 2012م.[7]
- عيون جميلة، قصص للأطفال الدار المصرية اللبنانية، 2012، القائمة الطويلة للأعمال المرشحة في فرع أدب الطفل والناشئة (جائزة الشيخ زايد للكتاب).[8]
- «قطر الندى» عام 2012.
- «الأمنيات المضيئة» عام 2013.
- «الخروج إلى النهار» رواية، دار الأدهم للتوزيع والنشر، بمنحة من مؤسسة المورد الثقافي، طبعة أولى 2013م.[9]
- «بيننا سر.. سر كبير» مجموعة قصصية للأطفال، من 4 : 7 سنوات، الهيئة المصرية العامة للكتاب عام 2016م.
- «سيرة القلب»، مجموعة قصصية، دار بدائل للطبع والنشر والتوزيع، 2018.[10]
- «عروستي» رواية للأطفال، سلسلة سنابل، الهيئة المصرية العامة للكتاب، 2019م.
- «عند أبي» قصة للأطفال، دار شجرة، 2019.
- «الآنسة ممكن» قصة للأطفال، دار بدائل للطبع والنشر، 2020.
- «سر مدينة السعادة» مسرحية للأطفال، الهيئة المصرية العامة للكتاب، 2020.
- «دليل الطفل الموهوب إلى فنون الكتابة» دراسة، المركز القومي لثقافة الطفل، 2021.
- «مثل صوتي» قصة للأطفال، دار بدائل للطبع والنشر، 2021.
- «أغنية تويو» قصة للأطفال، دار المستقبل للتعليم الإلكتروني والمطبوع، 2021.

## جوائز
نالت عدداً من الجوائز، منها:
- «جائزة أفضل رواية للأطفال من معرض القاهرة الدولي للكتاب»، الدورة الـ44، عام 2013م عن «رواية لمسة الأم».
- «جائزة أخبار الأدب في القصة القصيرة» عام 1994م.
- «جائزة الهيئة العامة لقصور الثقافة في المجموعة القصصية» عام 1995م.
- «جائزة صندوق التنمية الثقافية في المجموعة القصصية» عام 1996م.
- «جائزة أدب الحرب في القصة القصيرة» التي نظمتها جريدة أخبار الأدب بالتعاون مع مجلة النصر 1996م.
- «جائزة محمود تيمور للإبداع القصصي العربي»، المجلس الأعلى للثقافة عام 1997م.
- «جائزة سعاد الصباح للإبداع الفكري والأدبي» عام 2000م.
- «جائزة مؤسسة اقرأ في الإبداع القصصي» عام 2001م.
- «منحة المورد الثقافي» لعام 2011م في مجال الأدب على مستوى الوطن العربي؛ لإنجاز رواية «الخروج إلى النهار».